# Arvid Laurin
Arvid Laurentius Laurin (ur. 3 października 1901 w Lysekil, zm. 6 maja 1998 w Sköldinge) – szwedzki żeglarz, olimpijczyk, zdobywca srebrnego medalu w regatach na Letnich Igrzyskach Olimpijskich w 1936 roku w Berlinie.
Na Letnich Igrzyskach Olimpijskich 1936 zdobył srebro w żeglarskiej klasie Star. Załogę jachtu Sunshine tworzył z nim Uno Wallentin.